# Traou Mad
Traou Mad est une marque de sablé épais ou « palet breton » et de galettes bretonnes, créée en 1920 à Pont-Aven dans le département français du Finistère, en Bretagne.

## Historique
Un boulanger de Pont-Aven dans le Finistère, Alexis Le Villain, invente cet épais sablé en 1920,. Son idée de base est de créer un petit gâteau breton, de la taille d'un biscuit.
Il lui donne le nom de « traou mad » qui signifie « bonnes choses » ou « choses bonnes » en breton,. L'apparence de ces biscuits leur vaut l'appellation de « palet breton » du nom des pièces du jeu de palet sur planche.
Sa fille Marguerite Le Villain développe l'entreprise, automatise une partie de la procédure de fabrication et établit des représentants à Nantes et à Paris. Elle crée aussi une galette fine, la galette de Pont-Aven.
La biscuiterie familiale est revendue en 1985 à la famille Mentheour. Les boîtes de Traou Mad prennent alors le décor de tableaux du peintre Paul Gauguin, célébrité de Pont-Aven. Un fonds d'investissement reprend la biscuiterie en 2006, puis l'entreprise passe dans le groupe Galapagos.

## Recette
La recette des Traou Mad a peu varié depuis l'origine.
Le principal ingrédient est le beurre, à 33 %,. Les autres ingrédients sont la farine, le sucre, les œufs, de la poudre à lever, et un tout petit peu de lait pour la dorure.
Le savoir-faire en termes de pétrissage, de temps de repos de la pâte, de température du four, se transmet sans être écrit et repose sur le ressenti.